# 懷特里弗鎮區 (阿肯色州麥迪遜縣)
懷特里弗鎮區（英語：White River Township）是位於美國阿肯色州麥迪遜縣的一個行政鎮區。

## 地方資料
根據2010年美國人口普查的數據，懷特里弗鎮區的面積為75.90平方千米，當中陸地面積為75.70平方千米，而水域面積為0.20平方千米。當地共有人口248人，而人口密度為每平方千米3人。